# Мартыненко, Иван Назарович
Мартыненко Иван Назарович (20 января 1915—27 октября 1944) — участник Великой Отечественной войны, Герой Советского Союза, майор.

## Биография
Родился в селе Березняки, ныне Смелянского района Черкасской области (Украина), в семье крестьянина.
Образование среднее.
Жил и работал в Харькове.
С 1933 года в Красной Армии.
В 1940 году окончил Энгельсское военное авиационное училище лётчиков.

## Участие в Великой Отечественной войне
С июня 1941 года на фронтах Великой Отечественной войны.
Заместитель командира по лётной части 187-го отдельного корректировочно-разведывательного авиационного полка (15-я воздушная армия, 2-й Прибалтийский фронт), майор И. Н. Мартыненко совершил 194 боевых вылета на корректировку артиллерийского огня, бомбардировку, штурмовку, воздушную разведку и фотографирование оборонительных и инженерных сооружений противника.
В 14 воздушных боях сбил 4 самолёта противника.
27 октября 1944 года погиб при выполнении боевого задания.
Похоронен в городе Елгава (Латвия).

## Награды
- Герой Советского Союза. Указ от 24 марта 1945 года, посмертно.
- Орден Ленина.
- Орден Красного Знамени (четырежды).
- Медали.

## Память
В селе Березняки установлена мемориальная доска.